# Alfredo de Sá Cardoso
Alfredo Ernesto de Sá Cardoso (Lissabon, 6 juni 1864 – aldaar 24 april 1950) was een Portugees militair en politicus. Ten tijde van de Eerste Portugese Republiek was hij tweemaal premier van Portugal.

## Levensloop
Sá Cardoso studeerde aan het militair college en aan de legerschool. Vervolgens werd hij beroepsofficier. In zijn jonge jaren deed hij deels militaire dienst in Angola, in die tijd een Portugese kolonie.
Nog in de tijd van de Portugese monarchie was hij een overtuigde republikein en lid van de Portugese Republikeinse Partij. Hij nam deel aan de mislukte republikeinse opstanden van 31 januari 1890 in Porto en van 28 januari 1908 in Lissabon. Ook aan de Oktoberrevolutie, die in 1910 het einde van de monarchie en het begin van de Eerste Portugese Republiek betekende, nam hij deel. Van 1913 tot 1914 was hij gouverneur van Funchal.
Op 28 januari 1915 pleegde Joaquim Pimenta de Castro een staatsgreep tegen de republiek en werd hij door president Manuel de Arriaga benoemd tot premier. Pimenta de Castro ontbond het parlement en regeerde het land als dictator (de zogenaamde Dictatuur van de Zwaarden). Dit leidde tot tegenstand van de Democratische Partij en een groep radicaaldemocratische officieren binnen het leger. Sá Cardoso behoorde tot de tweede groep. Deze officieren brachten na de staatsgreep van 14 mei 1915 Pimenta de Castro ten val. Een Constitutionele junta, waar Sá Cardoso deel van uitmaakte, nam voor drie dagen de macht over, waarna José de Castro het premierschap overnam.
Op 8 december 1917 pleegde Sidónio Pais een staatsgreep tegen de regering en ontbond hij het parlement. Sá Cardoso verzette zich tegen Pais en bracht hierdoor het jaar 1918 door in de gevangenis. Nadat Pais op 14 december 1918 bij een aanslag om het leven kwam, viel diens Nieuwe Republiek uit elkaar, werd Sá Cardoso vrijgelaten en braken er gevechten tegen de opstand van hoofdman Paiva Couceiro, die in Porto de monarchie uitgeroepen had.
Nadat Sá Cardoso verkozen werd in de Assembleia da República, werd hij na het einde van de dictatuur van Sidónio Pais op 29 juni 1919 voor het eerst premier van Portugal. Tegelijkertijd was hij minister van Binnenlandse en Buitenlandse Zaken. Op 15 januari 1920 trad hij af en werd Francisco Fernandes Costa zijn opvolger. Dezelfde dag nog moest die echter aftreden. Deze bizarre episode ging de Portugese geschiedenis in onder de naam Kabinet van vijf minuten. Vervolgens werd Sá Cardoso opnieuw premier tot en met 21 januari 1920. In 1922 werd hij de voorzitter van het Portugese parlement. Van 18 december 1923 tot en met 6 juli 1924 was hij minister van Binnenlandse Zaken in de regering van Álvaro de Castro. In 1924 werd hij bevorderd tot generaal.
Op 30 mei 1926 werd de Portugese democratie na een staatsgreep beëindigd. Sá Cardoso bleef echter in de daaropvolgende jaren en tijdens de dictatuur van António de Oliveira Salazar zijn republikeinse overtuigingen trouw, waardoor hij van 1927 tot 1934 in ballingschap moest leven op Kaapverdië en op de Azoren. In 1934 mocht hij naar Portugal terugkeren. Hij overleed op 85-jarige leeftijd in zijn geboorteplaats Lissabon.